# Кулябки
Кулябки — український козацько-старшинський рід 17—18 ст. Його представники брали активну участь у національно-визвольній війні українського народу середини 17 ст., особливо на Лубенщині.
Рід пов'язаний з іншими українськими козацько-старшинськими родами (Апостоли, Горленки, Жураковські, Лизогуби, Миклашевські, Остроградські, Тарновські та ін.), дав початок роду Базилевичів.
- Ілля Кулябка — лубенський протопоп
- Кирило Кулябка — лубенський бурмістр
- Дмитро Кулябка — сотник В'язівської сотні Черкаського полку
- Іван Кулябка — суддя Лубенського полку 1657—70.
- Федір Кулябка — батько Григорій Федорович Григорія Федоровича Кулябка.
- Петро Іванович Кулябка — сотник шишацкий, в 1731 — полковник, дружина Анна Данилівна Апостол. Від цього шлюбу народилося 5 синів і 2 дочки, у тому числі:
- Петро Петрович Кулябка — полковий сотник Лубенського полку (1733—34), який на цій посаді замінив свого двоюрідного брата Григорія Федоровича Кулябку — полкового сотника (1715—32);
- Іван Петрович Кулябка — полковий сотник Лубен. полку (1734—36), обозний Лубенського полку (1737—57), лубенський полковник (1757—71);
- Сильвестр (Семен Петрович) Кулябка — архієпископ Санкт-Петербурзький та Шліссельбурзький;
- Василь Петрович Кулябка — закінчив Києво-Могилянську академію, бунчуковий товариш 1754—63;
- Яків Петрович Кулябка — предводитель дворянства Лубенського повіту 1767.
- Григорій Федорович Кулябка — полковий сотник (1715—32).
- Василь Григорович Кулябка — закінчив Києво-Могилянську академію, був обозним Лубенського полку (1761—63), підкоморієм Лубенського повіту (1763—67).
- Катерина Іванівна Кулябка (Стахович). Одружена з Петро Андрійович Стахович (1731 р.н.)

Відомі також:
- Іван Іванович Кулябка — закінчив Києво-Могилянську академію (1742), Віттенберзький університет (1750), земський суддя Лубенського повіту (1764—82);
- Павло Іванович Кулябка — закінчив Києво-Могилянську академію, снітинський сотник (1762—69), обозний Лубенського полку (1773—82).

З молодшої гілки Кулябок вийшов Олексій Олександрович Кулябко (1866–1930) — професор медицини, фізіолог — був першим, хто в лабораторних умовах оживив серце людини через 20 хвилин по її смерті.
Від 2-ї половини 18 ст. існує відгалуження роду — Кулябки-Корецькі, воно внесено у Родовідні книги Полтавської і Саратовської губерній. З цієї гілки відомі:
- Микола Іванович Кулябко-Корецький(1855–1924) — громадський діяч, близький до народників, адвокат, надавав матеріальну допомогу групі «Визволення праці»
- Віктор Кулябко-Корецкий (1874 — після 1945) — інженер-електротехнік, громадський діяч у Харбіні (Маньчжурія, історична назва північно-східної частини Китаю).